# Martin Grötschel
Martin Grötschel, né le 10 septembre 1948 à Schwelm, est un mathématicien allemand spécialisé dans la théorie des graphes et l'optimisation combinatoire.

## Biographie
Grötschel étudie les mathématiques et l'économie de 1969 à 1973 à l'université de la Ruhr à Bochum. En 1977, il obtient un doctorat à l'université rhénane Frédéric-Guillaume de Bonn avec un travail en sciences économiques; en 1981, il soutient une habilitation universitaire dans le domaine de la recherche opérationnelle. Un an plus tard, il accepte une offre pour un poste en mathématiques appliquées à l'université d'Augsbourg; depuis 1991, il est titulaire de la chaire de technologie de l'information à l'université technique de Berlin. Il est professeur de mathématiques appliquées à l'université technique de Berlin et président du Konrad-Zuse-Zentrum für Informationstechnik Berlin (de), ainsi que secrétaire général de l'union mathématique internationale, l'IMU. Depuis le 15 juin 2011, il est président du conseil d'administration de la fondation Einstein (de).

## Travaux
Grötschel est un spécialiste reconnu en optimisation combinatoire. Ses contributions mathématiques concernent principalement la théorie des graphes, l'optimisation linéaire et la recherche opérationnelle. Il a apporté des progrès substantiels aux méthodes de résolution du problème du voyageur de commerce, et a notamment contribué à la compréhension de la méthode des plans sécants.
Ses travaux actuels, en plus de problèmes mathématiques plus traditionnels, portent sur des questions de modélisation mathématique de problèmes réels en économie, comme les processus de production, l'optimisation de réseaux de téléphonie mobiles et l’attribution de fréquences, l'optimisation des horaires dans les transports publics suburbains.

## Prix et distinctions
Prix
- 1982 Prix Fulkerson (avec László Lovász et Alexander Schrijver)
- 1991 Prix George-Dantzig
- 1996 Prix Gottfried-Wilhelm-Leibniz de la Fondation allemande pour la recherche
- 2004 EURO Gold Medal de l'Association of European Operational Research Societies(EURO)
- 2006 Médaille « Alwin-Walther » de l'université technique de Darmstadt et prix de théorie John-von-Neumann (avec László Lovász et Alexander Schrijver)
- 2008 Prix des sciences de Berlin (de), Aiguille d'honneur de l'université technique de Berlin et prix Albert-László Barabási pour ses mérites dans la création d'interconnexions en Allemagne[2]
- 2021 Médaille Cantor[3]

Docteur honoris causa
- 2006 Institut de technologie de Karlsruhe
- 2007 Académie des sciences et techniques du Vietnam (en)
- 2008 Université Otto von Guericke de Magdebourg
- 2011 Université d'Augsbourg

Sociétés savantes
- 1993-1994 : président de la Deutsche Mathematiker-Vereinigung (DMV).
- depuis 2007 : secrétaire général de l'Union mathématique internationale.
- depuis 1995 : membre titulaire de l'Académie des sciences de Berlin-Brandebourg.
- depuis 2005 : membre titulaire de l'Académie allemande des sciences Leopoldina.
- Membre de l'Acatech, l'académie allemande des sciences technologiques.

## Ouvrages (sélection)
- Martin Grötschel, Volker Mehrmann et Klaus Lucas (éditeurs), Produktionsfaktor Mathematik - wie die Mathematik die Wirtschaft bewegt, Springer Verlag, 2009
- Martin Grötschel, László Lovász et Alexander Schrijver, Geometric algorithms and combinatorial optimization, Springer Verlag, 1993, 2e éd.